# 尼洛夫
尼洛夫（羅馬化：Nilov）是俄语姓氏，可能指：
- 奥列格·阿纳托利耶维奇·尼洛夫，俄罗斯政治人物、国家杜马议员
- 雅罗斯拉夫·叶夫根尼耶维奇·尼洛夫，俄罗斯政治人物、国家杜马议员

|  | 本页或本分段罗列了姓氏为「尼洛夫」的人物。 如果是一个指代特定个人的内链将您引导到本页，請考慮修正該人物的名字以將链接指向正確的條目。 |